# Møllehøj
Møllehøj ist mit 170,86 m.o.h. Metern die höchste natürliche Erhebung Dänemarks. Sie liegt in der Kommune Skanderborg in Ost-Jütland und ist 51 cm höher als der 200 Meter östlich gelegene Ejer Bavnehøj.
Von 1838 bis 1917 stand eine Windmühle auf dem Møllehøj, die höchste Stelle wird heute von deren Mühlstein markiert. Heute befindet sich hier ein Bauernhof. Die Erhebung wurde erst 2005 allgemein bekannt, als neue, noch präzisere Messmethoden die genaue Höhe feststellten. Zudem wurde der Umstand berücksichtigt, dass die von Menschen auf dem Gipfel und Bergflanken des Yding Skovhøj geschaffenen Aufschüttungen – die als Hügelgräber aus der Bronzezeit identifiziert wurden – nicht berücksichtigt werden können. 
In den amtlichen Kartenwerken und dänischen Lehr- und Schulbüchern wird der höchste Punkt des Landes mit Mollehøj-Ejer Bavnehøj bezeichnet.

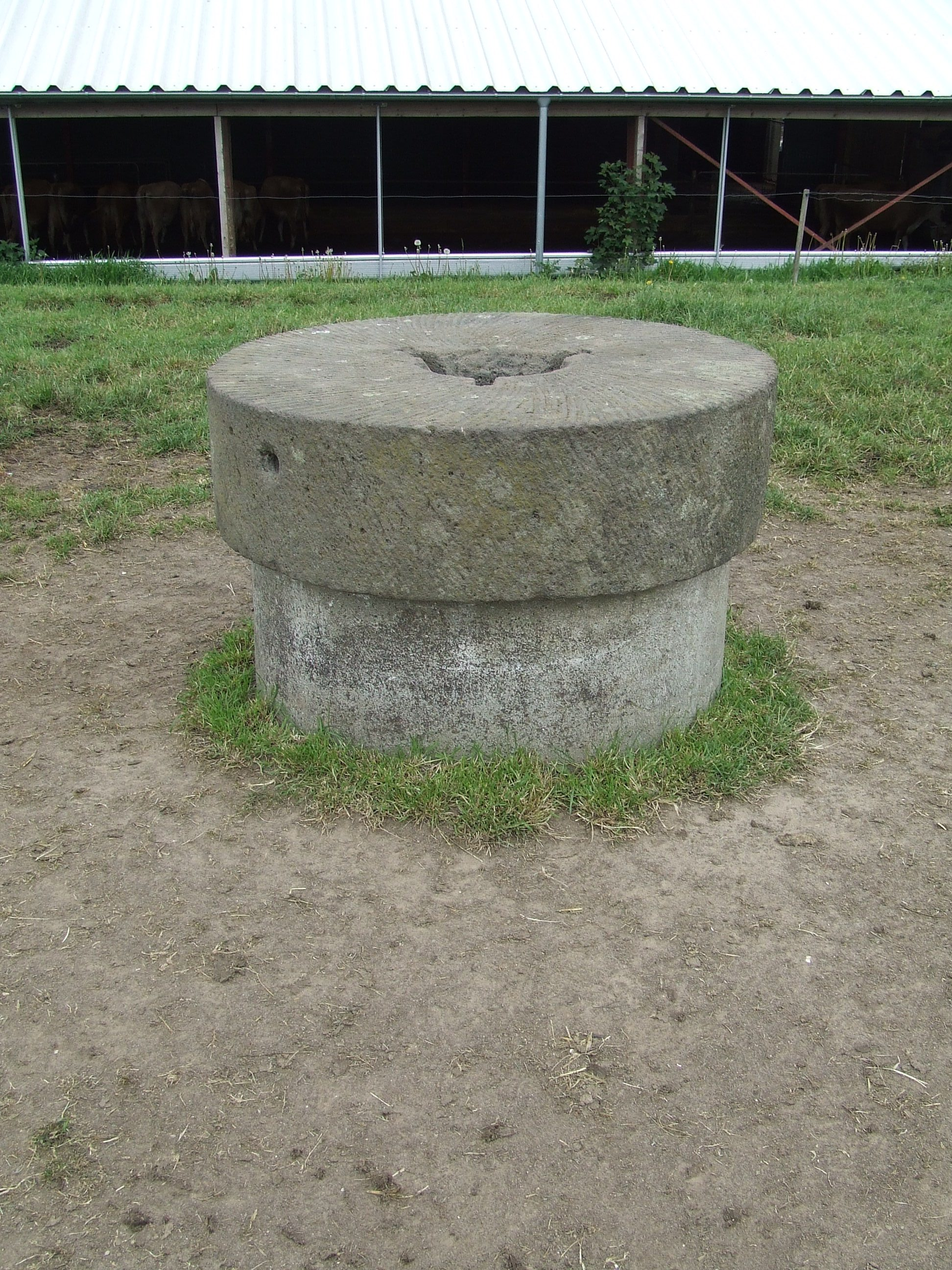
Der höchste Punkt, markiert mit einem Mühlstein.

Den Namen Møllehøj tragen auch Megalithanlagen bei Blæsinge, Gerlev By, Kærby, Kyndeløse, Lund, Oksbøl, Over Løgstrup und Store Rørbæk.